# Procopio di Sázava
Procopio di Sázava (Kouřim, 975 circa – Sázava, 25 marzo 1053) è stato un abate boemo, fondatore dell'abbazia di Sazava; è considerato il santo patrono della Repubblica Ceca.

## Biografia
Poco si sa delle sue origini: i suoi genitori, probabilmente nobili e proprietari del castello di Chotouň, si chiamavano Vít (Vito o Guido) e Božena ed era nato intorno all'anno 970 in quella piccola località nella Boemia centrale. Aveva ricevuto una formazione ecclesiastica molto approfondita in slavo nella scuola Vysehrad Vecchia. Procopio era sposato e aveva un figlio di nome Jimram (Emmeram).
Procopio visse al tempo delle lotte dinastiche tra i Premislidi e il clan degli Slavníkov: senza che si possa stabilire con certezza un rapporto di causa ed effetto, si può supporre che esse svolgono un ruolo nella decisione di allontanarsi dalla vita mondana: Procopio divenne dapprima un monaco, probabilmente nel monastero benedettino di Břevnov a Praga, e poi un eremita in una grotta nel mezzo del fiume Sázava. Intorno alla sua cella pian piano si costituì un piccolo insediamento monastico e nel 1032 sotto la protezione di Ulrico/Oldřich di Boemia fu finalmente fondato un monastero, che adottò la Regola dei Benedettini. Il successore di Ulrico, il principe Břetislav, confermò la fondazione e nominò l'eremita come il primo abate. Questa funzione Procopio tenne fino alla sua morte.
Sázava è stato uno degli ultimi posti in Boemia dove era seguita la liturgia in lingua slava antica. In questa lingua è anche la più antica testimonianza della vita su Procopio, nota come "Vita minore" di san Procopio.
La leggenda narra che i contadini della zona lo hanno visto lavorare la terra con il diavolo attaccato al suo aratro e con la croce addosso. Questo episodio è stato ripreso più volte nelle raffigurazioni del santo.
Dopo la morte di Procopio, il 25 marzo 1053, Sazava non poté più ospitare i monaci slavi i quali prima dovettero lasciare il monastero nel 1056-1061, e alla fine furono espulsi nel 1096.

## Culto

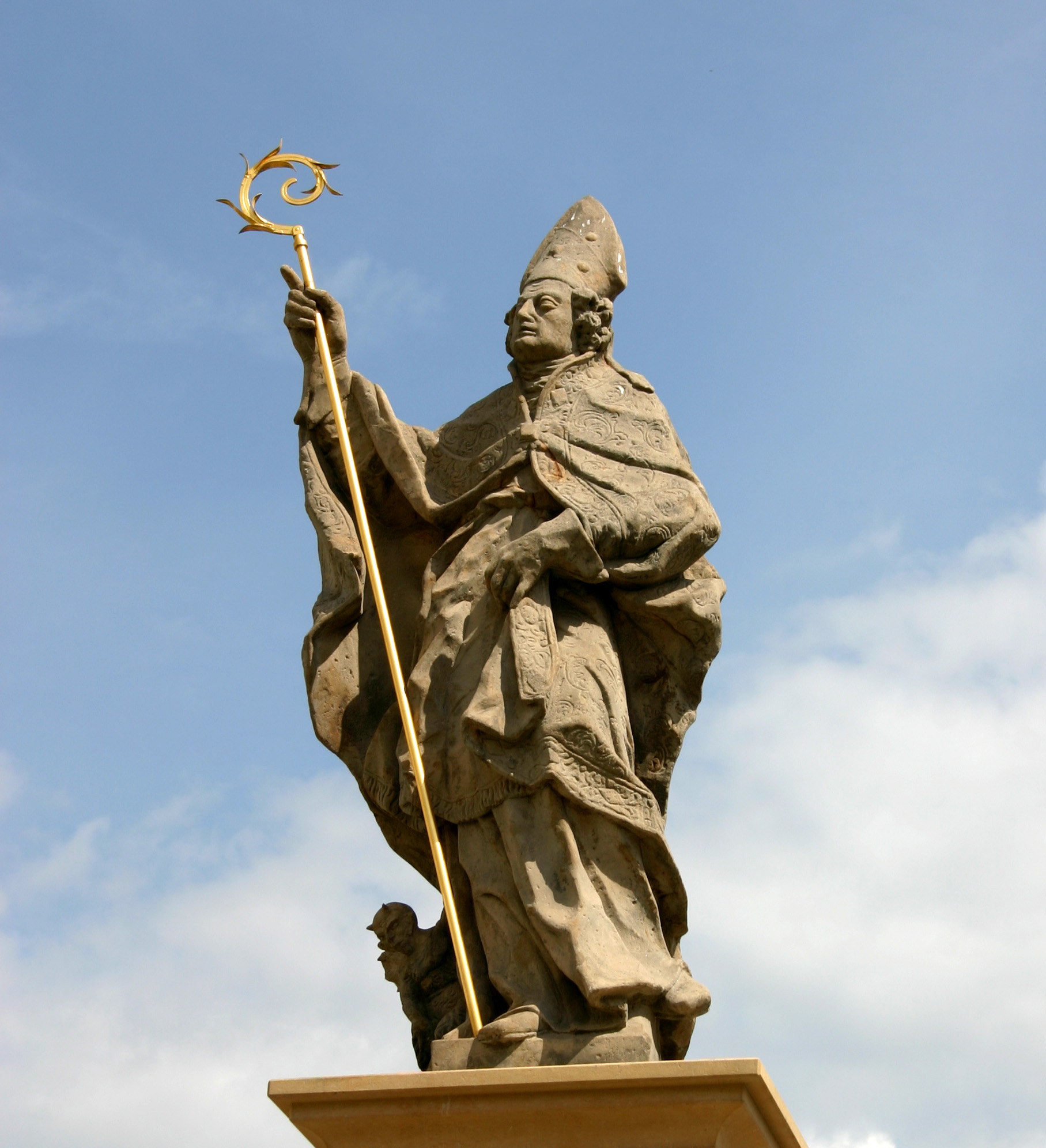
Statua di San Procopio a Most

Nel 1204 Procopio è stato canonizzato da papa Innocenzo III: è stato il primo santo boemo la cui canonizzazione si è svolta a Roma.
Procopio è venerato come uno dei santi patroni cechi. Un impulso speciale ha preso il suo culto sotto l'imperatore Carlo IV, che nel 1347 fondò il monastero di Emmaus a Praga e vi portò un frammento di un presunto Vangelo autografo di Procopio in slavo scritto in cirillico. Nel XVI secolo quel codice è giunto a Reims, dove è conservato fino ad oggi nel Tesoro della Cattedrale.
Nel 1588 i resti di Procopio sono stati trasferiti a Praga e collocati nella chiesa di Tutti i Santi nel Castello di Praga. Successivamente sono state create poesie, opere agiografiche e omiletiche per il culto di san Procopio. Al Santo sono state consacrate oltre cento chiese. Pregevoli statue e dipinti di san Procopio risalgono al periodo barocco. Nel XIX secolo è diventato il patrono degli emigrati all'estero; e chiese dedicate a san Procopio sono state fondate a Chicago, Cleveland e Dakota.
Noti adattamenti letterari moderni della leggenda di san Procopio hanno creato il poeta Jaroslav Vrchlický e Vítězslav Nezval.
Dal Martirologio Romano al 25 marzo: